# 21700 Caseynicole
A 21700 Caseynicole (ideiglenes jelöléssel 1999 RD72) a Naprendszer kisbolygóövében található aszteroida. A LINEAR projekt keretében fedezték fel 1999. szeptember 7-én.